# Dewoitine D.510
Dewoitine D.510 – francuski samolot myśliwski zaprojektowany i zbudowany w 1935 roku w wytwórni lotniczej Société Aeronautique Francaise (Avions Dewoitine).

## Historia

Silnik Hispano-Suiza 12Xbrs eksponowany w MLP w Krakowie

Na początku lat trzydziestych XX wieku we Francji podjęto pracę nad budową samolotów myśliwskich w nowoczesnym układzie dolnopłata, który pod względem aerodynamicznym był lepszy od dotychczas budowanych samolotów w układzie górnopłatu lub dwupłatu. 
Taki typ samolotów opracowała również francuska firma Société Aeronautique Francaise (Avions Dewoitine), który oznaczono jako Dewoitine D.500C1. Samolot ten oblatano 18 czerwca 1932 roku. Prototyp odznaczał się dobrze opracowaną sylwetką aerodynamiczną i wolnonośnym płatem, miał jednak stałe podwozie i odkrytą kabinę. Napędzany był silnikiem tłokowym rzędowym Hispano-Suiza HS-12 Xbrs o mocy 500 KM (368 kW) i osiągał maksymalna prędkość 371 km/h, czas wznoszenia na wysokość 5000 m wynosił 6,6 minut, pułap 10 400 m, a zasięg 900 km. 
W związku z jego osiągami dowództwo lotnictwa francuskiego podjęło decyzję o jego wprowadzaniu do służby i zamówiło ten samolot. Był to pierwszy samolot myśliwski w układzie dolnopłata produkowany seryjnie dla lotnictwa francuskiego. Pierwsze seryjne samoloty zaczęto dostarczać wiosna 1935 roku, łącznie wyprodukowano ich 97. 
Potem uruchomiono następną odmianę samolotu oznaczoną jako Dewoitine D.501C1, który napędzany był mocniejszym silnikiem Hispano-Suiza Hs-12 Xcrs i wyposażony dodatkowo był w działko kal. 20 mm Hispano-Suiza HS9. Został on oblatany 9 listopada 1933 roku. Lotnictwo zakupiło 143 samoloty tej wersji. 
W wytwórni jednak nadal pracowano nad jego modyfikacją. Zmieniono jego wyposażenie, przekonstruowano usterzenie, wzmocniono uzbrojenie i do napędu zastosowano silnik ze sprężarką doładowującą Hispano-Suiza HS-12 Ycrs o mocy 860 KM (632 kW). Tak opracowany samolot oznaczono jako Dewoitine D.510C1 i oblatano 10 sierpnia 1934 roku. Samolot w locie poziomym osiągnął prędkość 403 km/h i był pierwszym francuskim samolotem myśliwskim, który przekroczył prędkość 400 km/h. 
Dla lotnictwa francuskiego wyprodukowano łącznie 120 samolotów Dewoitine D.510C1. Ponadto wyprodukowano 47 samolotów przeznaczonych za granicę w różnych odmianach, w tym: 24 samoloty D.510C1 dla Chin, 2 samoloty D.510C1 dla Arabii Saudyjskiej, 2 samoloty D.510J dla Japonii, 14 samolotów D.510L dla Litwy, 1 samolot D.510A dla Wielkiej Brytanii, 1 samolot D.510R dla ZSRR i samoloty D-500V dla Wenezueli. Kilka samolotów przeznaczonych dla Arabii Saudyjskiej i Litwy sprzedano do Hiszpanii.

## Użycie w lotnictwie
Samoloty myśliwskie Dewoitine D.510C1 i jego wcześniejsze wersje od 1934 roku były na wyposażeniu lotnictwa francuskiego oraz innych krajów, do których zostały sprzedane. We wrześniu 1939 roku, w chwili wybuchu II wojny światowej były one jeszcze na wyposażeniu francuskich dywizjonów myśliwskich GC I/1, GC II/1 i GC I/8, a także w dwóch eskadrach obrony terytorialnej nr 561 i 562. Później były stopniowo wycofywane. W maju 1940 roku znajdowały się jeszcze w dwóch dywizjonach myśliwskich GC III/4 i GC III/5 stacjonujących w Tunezji, a także w eskadrach obrony terytorialnej i kluczach obrony miast i ośrodków przemysłowych we Francji. Podczas kampanii francuskiej w dniach 10 maja – 19 czerwca 1940 roku były to już samoloty przestarzałe i znacznie ustępowały osiągami samolotom niemieckim. Ich zastosowanie ograniczało się w zasadzie do patrolowania w powietrzu i wykonywania lotów łącznikowych oraz do szkolenia.
We wrześniu 1935 roku dostarczono dwa D.510 zakupione przez Japonię. Jeden o znakach D.510N1J testowano w lotnictwie marynarki, gdzie oznaczono go Dewoitine AXD1, a drugi o znakach D.510N2J testowano w lotnictwie armii, pod oznaczeniem myśliwiec De (De Shiki Sentoki). Oceniono go ostatecznie jako gorszy od konstrukcji japońskich (Mitsubishi A5M i Nakajima Ki-27), o słabszej zwrotności poniżej 4000 m.

## Użycie w lotnictwie polskim
Polscy piloci latali na samolotach Dewoitine D.510C1 w 8. polskim kluczu w Caen, a na samolotach Dewoitine D.501C1 w 10. polskim kluczu w La Rochelle, w dywizjonie GC III/9 oraz w polskim Ośrodku Szkolenia Lotniczego na lotnisku Bron w Lyonie. Na samolotach tych szkolili się piloci mający następnie latać na nowocześniejszych samolotach myśliwskich Morane-Saulnier MS.406 i Caudron CR.714.

## Opis konstrukcji
Samolot Dewoitine D.510C1 był jednomiejscowym samolotem myśliwskim w układzie wolnonośnego dolnopłata o konstrukcji całkowicie metalowej, półskorupowej, kabina odkryta. Podwozie klasyczne – stałe z owiewkami na kołach. Napęd – silnik rzędowy tłokowy z doładowaniem.

## Dane taktyczno-techniczne samolotów Dewoitine D.510
| Model                              | D.500C1 | D.501C1 | D.510C1 |
| Masa własna (kg)                   | 1287 | 1287 | 1429 |
| Masa całkowita (kg)                | - | 1700 | 1921 |
| Rozpiętość (m)                     | 12,09 | 12,09 | 12,09 |
| Długość (m)                        | 7,47 | 7,47 | 7,94 |
| Wysokość (m)                       | 2,75 | 2,75 | 2,7 |
| Powierzchnia nośna (m²)            | 16,5 | 16,5 | 16,5 |
| Napęd 1 silnik tłokowy rzędowy     | Hispano-Suiza HS-12 Xbrs o mocy 660 KM (485 kW)                                                                         | Hispano-Suiza HS-12 Xcrs o mocy ~690 KM (508 kW) | Hispano-Suiza HS-12 Ybrs o mocy 860 KM (632 kW) |
| Uzbrojenie                         | 2 karabiny maszynowe kal. 7,5 mm Darnè – nad silnikiem zsynchronizowane 2 karabiny maszynowe kal. 7,5 mm – w skrzydłach | 1 działko kal. 20 mm Hispano-Suiza HS9 – strzelające przez reduktor i wał śmigła 2 karabiny maszynowe kal. 7,5 mm Darnè lub MAC wz. 1934 – po jednym w każdym skrzydle | 1 działko kal. 20 mm Hispano-Suiza HS9 – strzelające przez reduktor i wał śmigła 2 karabiny maszynowe kal. 7,5 mm Darnè lub MAC wz. 1934 – po jednym w każdym skrzydle |
| Prędkość maksymalna (km/h)         | 371 | 376 | 393 |
| Czas wznoszenia na wysokość 4000 m | - | - | 4 min. 9 sek. |
| Pułap (m)                          | 10 400 | 8400 | 10 500 |
| Zasięg (km)                        | 900 | 870 | 850 |
| Załoga                             | 1 | 1 | 1 |